# 尾島
尾島（おしま）は、山口県萩市の沖合10.5キロに浮かぶ無人島。六島諸島に属する。「萩六島村」を構成していた島の一つで、かつては人が住んでいたが、同じく萩六島村を形成していた羽島・肥島とともに現在は無人化している。

## 歴史

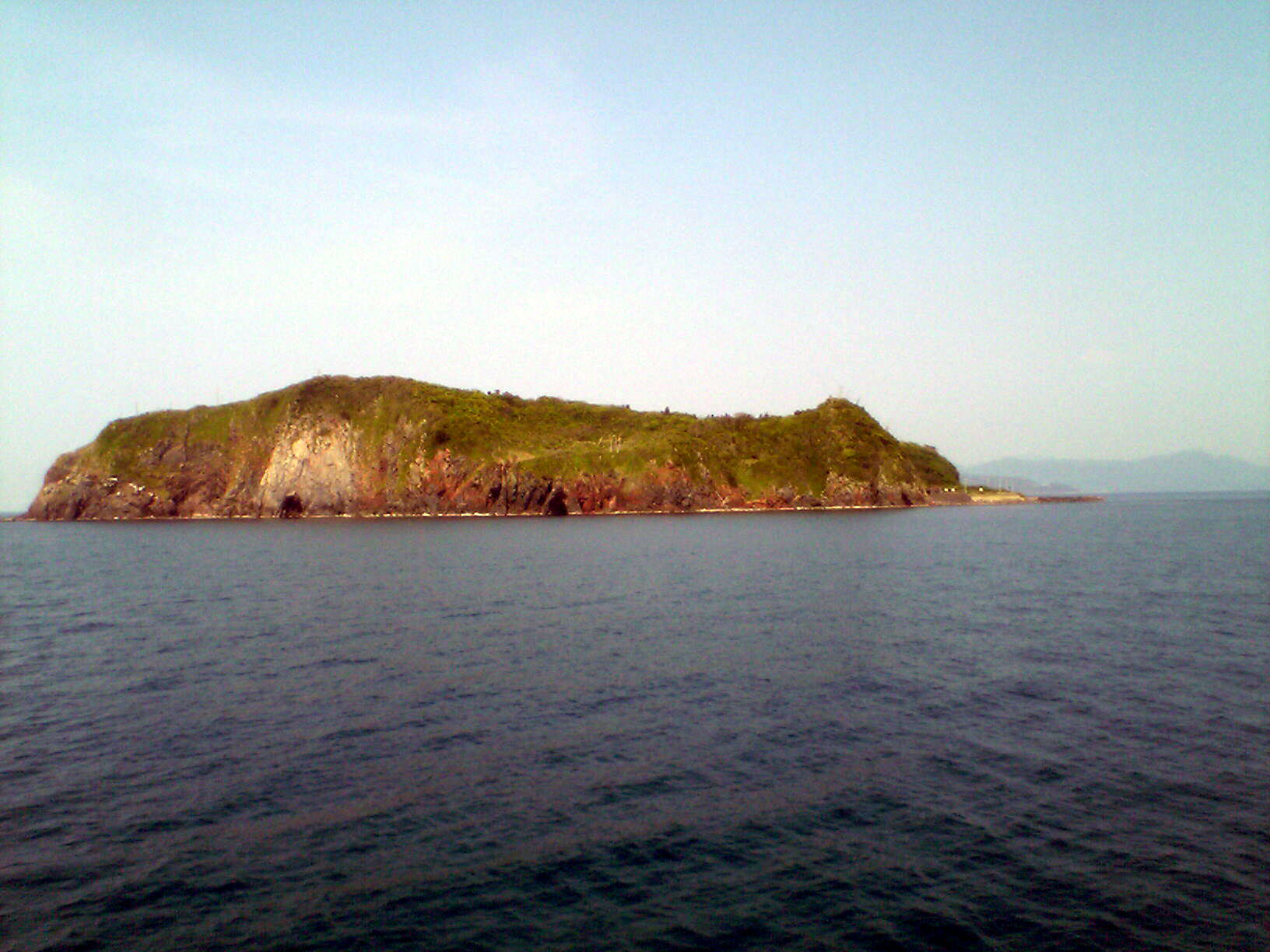
西側より全景を望む

1740年（元文5年）の「地下上申」の記録によると、戸数9軒・人口47人で農業（畑作）と漁業の生活を営んでいたとされている。また1855年（安政2年）の「郡中大略」では、戸数9軒・人口74人であったこと、1882年（明治15年）の「阿武見島郡治要覧」には、戸数9軒・人口82人が居住していたことが記録として残っている。
最盛期となった1955年（昭和30年）には、10世帯・103人が居住し、葉タバコの栽培が盛んであった。かつては、萩市立相島小学校・萩市立相島中学校（萩市立相島小中学校）の尾島分校が設置されていたが、1965年（昭和40年）3月に萩市学校寄宿舎が本土の浜崎町に設置されたことで、同分校も閉校となり、学童たちは島から出て市内の学校に通学するようになったことにより、人口は急速に減少した。1972年（昭和47年）1月には6世帯・人口26人に減少し、葉タバコの生産を休止し本土に就職する者が増加した。その結果として1973年（昭和48年）10月、全世帯が本土に集団移住し、以後無人島となった。この際、尾島の住民側は民有地の売却を市に依頼した。これの動きは、同じ六島諸島に属し、2年前の1971年（昭和46年）に集団離島となった羽島に類似している。羽島は萩市と山口県が折半して購入したが、尾島は萩市が仲介して自然保護等の条件の上、入札が実施され、大阪府の企業に売却された。しかしながら、尾島の開発は行われず、現在にまで至っている。

## 地質
元々は安山岩の溶岩台地でできた火山である。ガラス成分（SiO2）がある程度含まれた安山岩であるゆえ、ややねばり気が強いマグマによって形作られた。
一般的にはそのような材質であれば、台地を作らずまんじゅうのような丸い山をつくるものだが，萩の安山岩は台地をつくっており、世界中にもなかなか例を見ない特殊な地形となっている。